# Tempel der Roma und des Augustus
Tempel der Roma und des Augustus sind Tempelgebäude, die von Augustus zu Ehren der von ihm propagierten Stadt- und Reichsgöttin Roma errichtet wurden.
Bekannte Tempel der Roma und des Augustus sind:
- Tempel der Roma und des Augustus (Ankara)
- Tempel der Roma und des Augustus (Athen)
- Tempel der Roma und des Augustus (Lyon)
- Tempel der Roma und des Augustus auf dem Magdalensberg (Österreich)
- Tempel der Roma und des Augustus (Ostia Antica)
- Tempel der Roma und des Augustus in Pula, siehe Augustus-Tempel (Pula)